# Brnelići
 Brnelići  (olaszul: Bernèlici ) falu Horvátországban, a Tengermellék-Hegyvidék megyében. Közigazgatásilag Jelenjéhez tartozik.

## Fekvése
Fiumétól 8 km-re északra, községközpontjától 2 km-re északnyugatra  a Rječina bal partján fekszik.

## Története
A településnek 1857-ben 160, 1910-ben 174 lakosa volt. A trianoni békeszerződésig Modrus-Fiume vármegye Sušaki járásához tartozott. 2011-ben 84 lakosa volt.

## Lakosság
| Lakosság változása | Lakosság változása | Lakosság változása | Lakosság változása | Lakosság változása | Lakosság változása | Lakosság változása | Lakosság változása | Lakosság változása | Lakosság változása | Lakosság változása | Lakosság változása | Lakosság változása | Lakosság változása | Lakosság változása | Lakosság változása |
| ------------------ | ------------------ | ------------------ | ------------------ | ------------------ | ------------------ | ------------------ | ------------------ | ------------------ | ------------------ | ------------------ | ------------------ | ------------------ | ------------------ | ------------------ | ------------------ |
| 1857               | 1869               | 1880               | 1890               | 1900               | 1910               | 1921               | 1931               | 1948               | 1953               | 1961               | 1971               | 1981               | 1991               | 2001               | 2011               |
| 160                | 145                | 139                | 150                | 173                | 174                | 179                | 226                | 78                 | 91                 | 110                | 103                | 74                 | 62                 | 83                 | 84                 |